# Joan Baez in Concert
Pour les articles homonymes, voir Baez.
Albums de Joan Baez
Joan Baez, Vol. 2
(1961) Joan Baez in Concert, Part 2
(1963)
Joan Baez in Concert est le premier album en concert de la chanteuse américaine Joan Baez, enregistré et sorti en 1962.

## Titres
| 1. | Babe I'm Gonna Leave You                                 | Anne Bredon                     | 2:38 |
| 2. | Geordie (traditionnel)                                   |                                 | 3:22 |
| 3. | Copper Kettle                                            | Albert Frederick Beddoe         | 2:27 |
| 4. | Kumbaya (traditionnel)                                   |                                 | 2:55 |
| 5. | What Have They Done to the Rain                          | Malvina Reynolds                | 2:26 |
| 6. | Black Is the Color of My True Love's Hair (traditionnel) |                                 | 2:33 |
| 7. | Danger Waters                                            | Jacob Browne, Arthur S. Alberts | 3:16 |

| 1. | Gospel Ship                        | Herbert Buffum | 2:55 |
| 2. | The House Carpenter (traditionnel) |                | 5:08 |
| 3. | Pretty Boy Floyd                   | Woody Guthrie  | 4:17 |
| 4. | Lady Mary (traditionnel)           |                | 2:41 |
| 5. | Até Amanhã (traditionnel)          |                | 2:12 |
| 6. | Matty Groves (traditionnel)        |                | 7:44 |